# Mészáros András (labdarúgó)
Mészáros András (Komárom, 1996. március 29. –) szlovákiai magyar labdarúgó, a BVSC-Zugló játékosa.

## Pályafutása
A szlovák első osztályú bajnokságban a DAC 1904 színeiben debütált 2015 október 24-én a Slovan Bratislava elleni mérkőzésen.